# رینالدو ناویا
رینالدو ناویا (اسپانیایی: Reinaldo Navia‎؛ زادهٔ ۱۰ مهٔ ۱۹۷۸) بازیکن فوتبال اهل شیلی است.

## باشگاهی
از باشگاه‌هایی که در آن بازی کرده‌است می‌توان به باشگاه فوتبال ال‌دی‌یو کیتو، باشگاه فوتبال اطلس، باشگاه فوتبال راسینگ کلوب آویاندا، باشگاه فوتبال مونتری و باشگاه فوتبال آمریکا اشاره کرد.

## تیم ملی
وی همچنین در تیم‌های ملی فوتبال المپیک شیلی و شیلی بازی کرده‌است.

## افتخارات
وی در مسابقات کشوری و بین‌المللی در مجموع برندهٔ ۱ مدال برنز شده‌است.